# Olympus Mons
Olympus Mons, nombre latino para Monte Olimpo, es un volcán en escudo situado en el planeta Marte. Con una altura superior a 21,9 km según mediciones del altímetro láser de la Mars Orbiter (MOLA),es la montaña más elevada de Marte y de todo el sistema solar.
Olympus Mons se encuentra en el hemisferio occidental del planeta, en las coordenadas aproximadas de 18° N, 133° W. Es el más joven de los grandes volcanes de Marte, pues se formó durante el llamado periodo amasonico. Su naturaleza de montaña era conocida antes de que las sondas espaciales visitaran el planeta gracias a su albedo, siendo conocido por los astrónomos como Nix Olympica.

## Descubrimiento

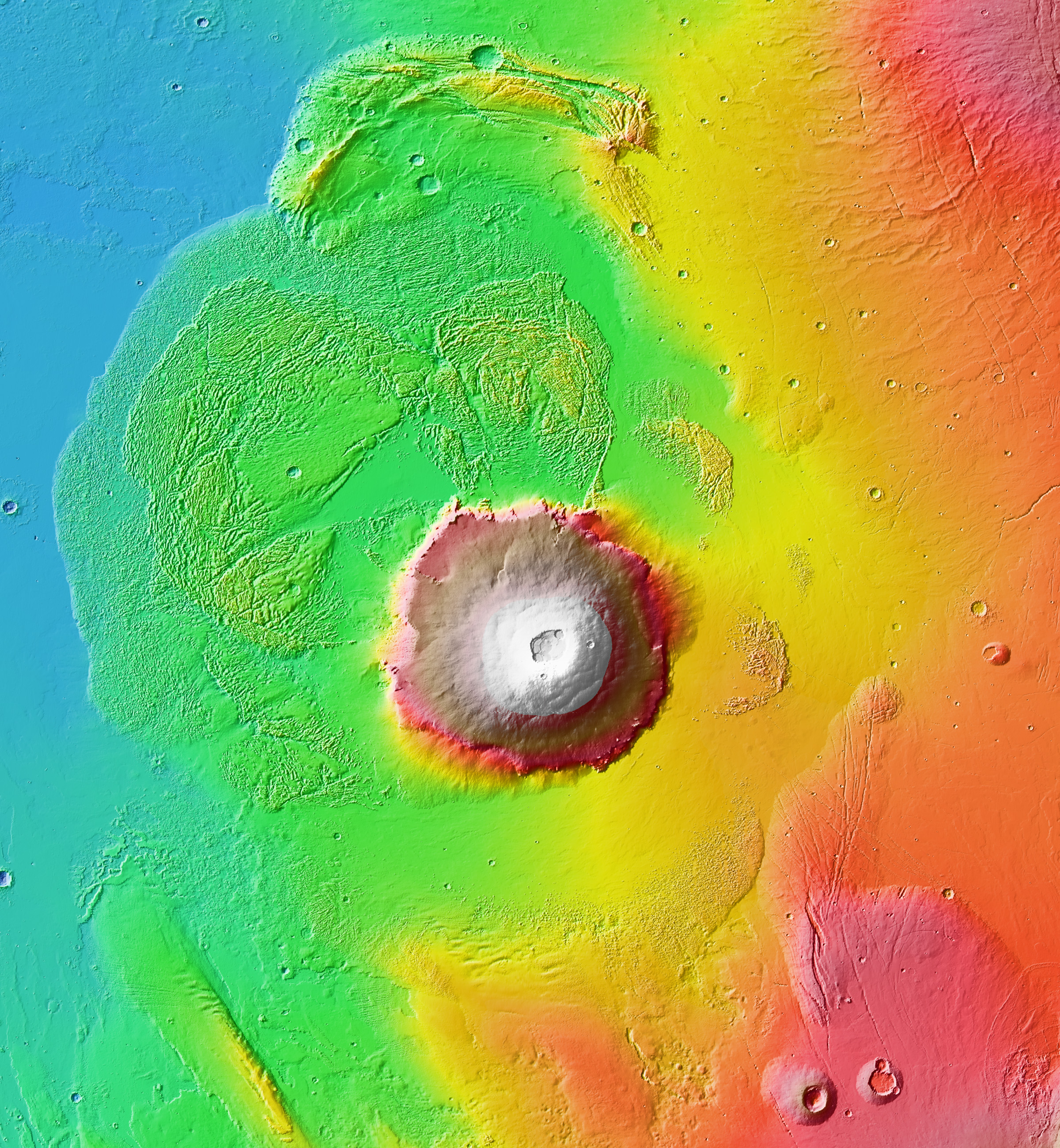
Mapa topográfico coloreado de Olympus Mons y su aureola circundante, del instrumento MOLA de Mars Global Surveyor.

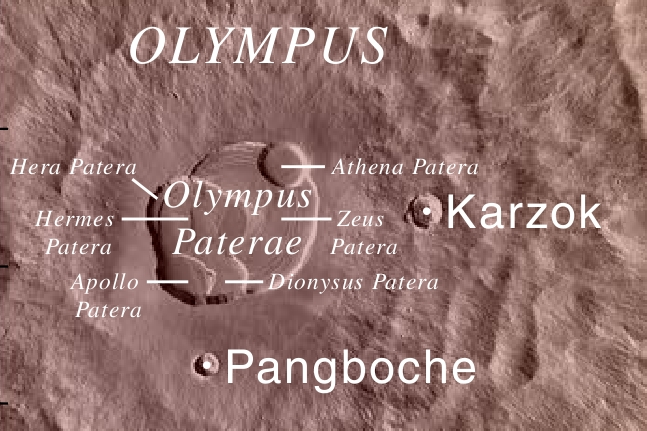
Calderas en la cima de Olympus Mons. Las calderas más jóvenes forman cráteres de colapso circulares. Las calderas más antiguas aparecen como segmentos semicirculares porque son cortadas por las calderas más jóvenes.

A pesar de su descomunal tamaño, Olympus Mons no era suficientemente grande como para ser visto e interpretado correctamente por los observadores telescópicos anteriores a la era de exploración con naves espaciales. A vista de un telescopio del siglo XIX, Olympus Mons parecía poco más que una gran mancha oscura en la superficie del planeta. Sin embargo, sí se detectó algo extraño en ese lugar del planeta rojo.
A veces, los observadores veían ahí una mancha blanca, que destacaba sobremanera en medio del terreno anaranjado-rojizo de Marte. Por esta razón, el astrónomo italiano Giovanni Schiaparelli le puso el nombre de Nix Olympica (Nieves del Olimpo), nombre que resultó ser una gran premonición, pues se tomó el nombre del monte Olimpo en Grecia, la morada de los dioses olímpicos cuya cima estaba habitualmente cubierta de nieve. Sin embargo, esto no significa que Schiaparelli necesariamente interpretara Nix Olympica como una montaña.
Durante décadas, Nix Olympica siguió viéndose como una mancha brillante y variable. En 1951, el observador aficionado japonés Tsuneo Saheki divisó un destello brillante en el lugar, que en cuestión de media hora se iluminó hasta rivalizar con el casquete de hielo polar y que después se desvaneció al cabo de otra media hora. Los astrónomos discutían sobre el significado de aquellas observaciones, creyéndose que podrían ser reflejos del hielo, erupciones volcánicas e incluso señales enviadas por una presunta civilización marciana.
La mancha brillante llamada Nix Olympica resultó deberse a las nubes que suelen formarse sobre el Olympus Mons. Es un fenómeno atmosférico que también existe en la Tierra, y que es llamado «nubes orográficas», es decir, nubes masivas de corta duración.
Ya en épocas de la exploración espacial, en 1971, la nave Mariner 9 orbitó alrededor de Marte durante una tormenta de polvo global. Los primeros objetos en ser visibles tras ir retirándose el polvo en suspensión fueron precisamente las cimas superiores de los volcanes de Tharsis, demostrando que la altitud de estos era, en gran medida, superior a la de cualquier montaña terrestre. Las observaciones que la Mariner 9 realizó sobre la superficie de Marte confirmaron que Nix Olympica no era solo una montaña, sino un volcán. Fue a partir de aquí cuando los científicos empezaron a conocer al volcán como Olympus Mons.

## Descripción general
El macizo central se eleva aproximadamente entre 22 y 23 kilómetros sobre la llanura circundante, lo que equivale a tres veces la altura del monte Everest, y a 21 287 m sobre el nivel medio de la superficie marciana, debido a que se encuentra en una depresión de 2 km de profundidad. Está flanqueado por grandes acantilados de hasta 6 km de altura, y su caldera tiene 85 km de largo, 60 km de ancho y entre 2,4 y 2,8 km de profundidad, pudiéndose apreciar hasta seis chimeneas superpuestas de cronología sucesiva. 
La base del volcán mide 600 km de diámetro incluyendo el borde exterior de los acantilados, lo cual le otorga una superficie en su base de 283 000 km² aproximadamente, comparable con la superficie de Ecuador. Sus dimensiones son tales que una persona que estuviese en la superficie marciana no sería capaz de ver la silueta del volcán, ni siquiera desde una distancia a la cual la curvatura del planeta empezara a ocultarla. El efecto por tanto sería el de estar contemplando una «pared», o bien confundir la misma con la línea del horizonte. La única forma de ver la montaña adecuadamente es desde el espacio. Igualmente, si alguien se encontrara en la cima del volcán y mirase hacia abajo no podría ver el final, ya que la pendiente llegaría hasta el horizonte.
Es un error pensar que la cima de Olympus Mons está por encima de la atmósfera marciana. La presión atmosférica en su cumbre es un 2 % de la que hay en la superficie; comparándolo con el Everest, su presión atmosférica es un 25 % de la que hay a nivel del mar. Es más, el polvo marciano se puede encontrar incluso a esa altitud, así como la capa de nubes de dióxido de carbono. Aunque la presión atmosférica media de Marte es un 1 % de la que hay en la Tierra, el hecho de que la gravedad sea mucho más débil permite que su atmósfera se extienda a una altitud mucho mayor.
Olympus Mons sería un lugar poco probable para el aterrizaje de las sondas espaciales automáticas en un futuro próximo, debido a que el volcán se encuentra en una de las regiones de Marte donde más abunda el polvo en suspensión; de hecho, una capa de polvo fino cubre siempre gran parte del terreno, ocultando el suelo rocoso (las muestras de roca podrían ser muy difíciles de conseguir). También es probable que la capa de polvo pudiera causar graves problemas de maniobrabilidad en los vehículos de exploración.

## Actividad volcánica

Topografía de Olympus Mons

Olympus Mons es un volcán en escudo en forma de caldera, formado como resultado de flujos de lava muy poco viscosa durante largos períodos de tiempo, y es mucho más ancho que alto; la pendiente media del monte es muy suave. En 2004, la sonda Mars Express detectó que los flujos de lava en las pendientes del monte parecían tener solo dos millones de años, fecha muy reciente en términos geológicos, sugiriendo que la montaña aún podría tener una ligera actividad volcánica.
Las islas Hawái son un ejemplo de volcanes muy similares a menor escala, como por ejemplo el Mauna Loa. El extraordinario tamaño del volcán se debe probablemente al hecho de que Marte no tiene placas tectónicas. Por eso, el cráter permaneció fijo sobre un punto caliente de gran actividad y continuó vertiendo lava, dando al volcán unas dimensiones tan espectaculares.

## Alrededores

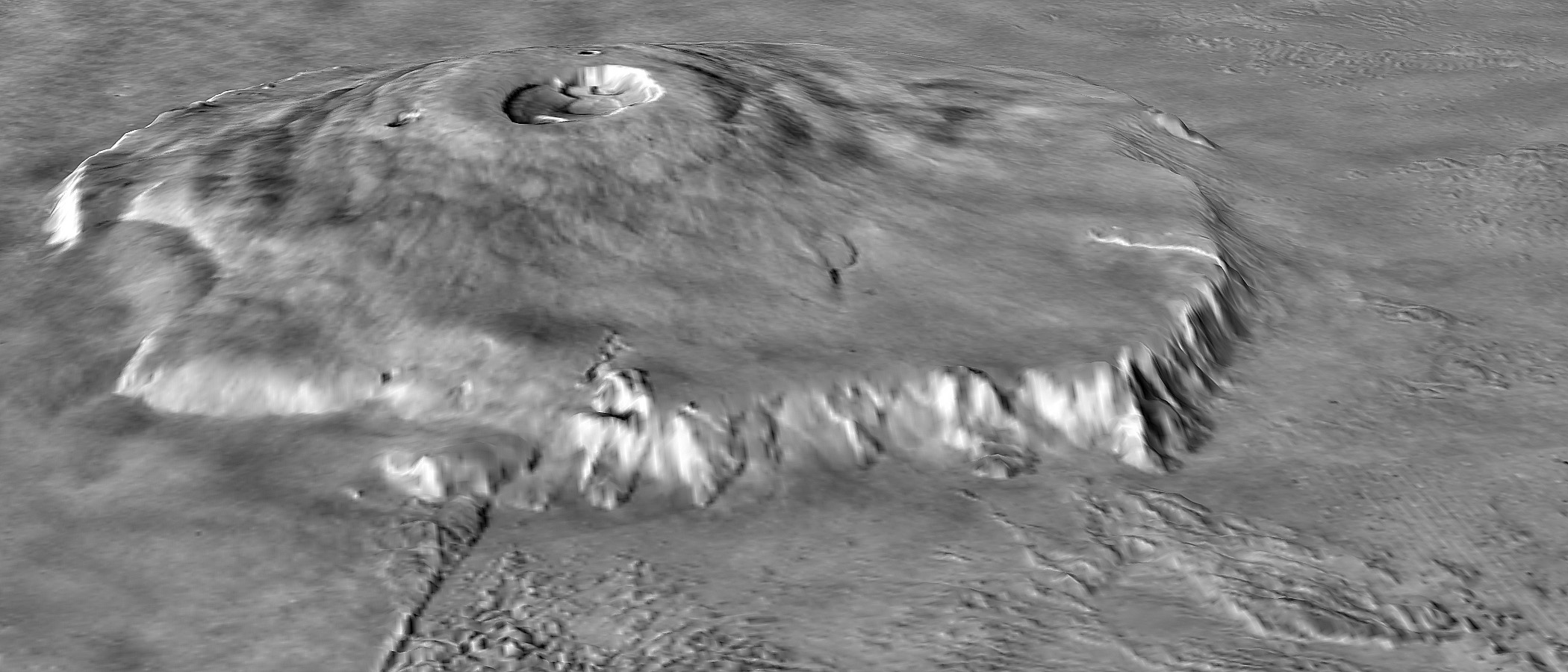
Topografía del Monte Olimpo.

Olympus Mons se encuentra en la meseta de Tharsis, un terreno elevado en la superficie marciana que contiene otras formaciones volcánicas. Entre ellas hay una cadena de volcanes en forma de caldera más pequeños, como es el caso de los montes Arsia, Pavonis y Ascraeus, los cuales son pequeños en comparación con Olympus Mons. La región que rodea inmediatamente al monte Olimpo es una depresión de 2 km de profundidad. 
El volcán está rodeado por una región conocida como la aureola, con enormes gargantas y montañas que se extienden a 1000 m de la cima, y que muestran la evidencia de una antigua actividad glacial.